# Bras (schoot)

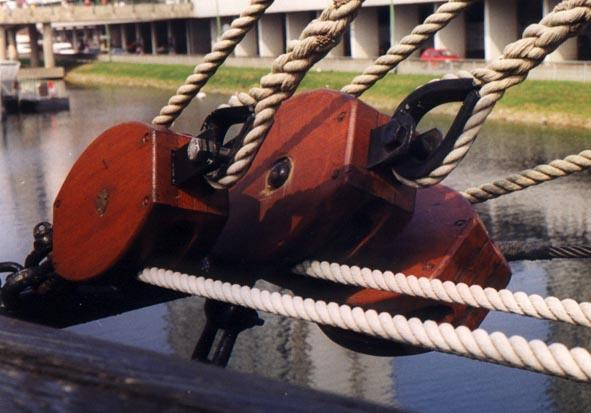

Een bras is een term uit de klassieke dwarsgetuigde zeilvaart.
Een bras is een lijn die aan het uiteinde van een ra is bevestigd. Doel van deze lijn is de ra (en daarmee dus het zeil) in een optimale positie ten opzichte van de wind te kunnen draaien, samen met de schoot die onderaan de punt van het zeil is bevestigd. In die zin is de laatste vergelijkbaar met een schoot op een modern langsgetuigd zeilschip. Vaak was bij grote schepen en hoge masten de bras verlengd met een brasschenkel om touw te besparen.
Het richten van de ra en het zeil op de wind wordt het brassen van het zeil genoemd.